# Кандла
Ка́ндла (ест. Kandla küla) — село в Естонії, у волості Ляене-Сааре повіту Сааремаа.

## Населення
Чисельність населення на 31 грудня 2011 року становила 15 осіб.

## Географія
Поблизу села тече струмок Кандла (Kandla oja).

## Історія
До 12 грудня 2014 року село входило до складу волості Кярла.